# Unterscharführer

Însemne de grad pentru SS-Unterscharführer

Unterscharführer a fost un grad în Schutzstaffel (SS), organizația paramilitară a Partidului Nazist, precum și în Sturmabteilung (SA).
Creat în 1934, după  Noaptea cuțitelor lungi, acest grad va dura până la sfârșitul SS-ului, odată cu prăbușirea celui de-Al Treilea Reich, în 1945.
Un Unterscharführer comanda, de obicei, echipe de 7 până la 15 soldați.
În lagărele de concentrare, cei care aveau gradul de Unterscharführer au îndeplinit funcția de Blockführer, care era o poziție de supraveghetor al cazărmilor militare ale închisorii unui lagăr de concentrare. Poziția de Blockführer este legată și de Holocaust, întrucât Blockführer-ul era responsabil cu Sonderkommando-urile care executau gazarea evreilor și indezirabililor din cel de-Al Treilea Reich.

## Echivalențe
- Wehrmacht (armata germană): Unteroffizier
- Armata română: Sergent